# Konstantin von Murom

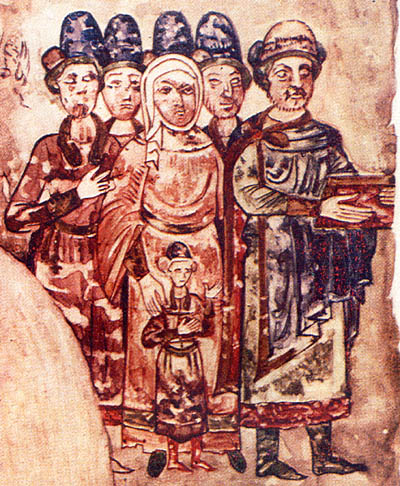
Konstantin mit Eltern und Brüdern

Konstantin von Murom (russisch Благоверный князь Константин (Ярослав) Муромский, auch Jaroslaw Swjatoslawitsch, russisch Ярослав Святославич; * nach 1070?; † 1129) war  Fürst von Murom (1097–1123, 1127–1129) und Tschernigow (1123–1127). Er wird seit 1546 als Heiliger der russisch-orthodoxen Kirche verehrt. Sein Gedenktag ist der 21. Mai.

## Herkunft
Sein Vater war der Kiewer Großfürst Swjatoslaw II., seine Mutter Oda von Stade, Tochter eines Lippold und von Ida von Elsdorf, der Nichte von  Kaiser Heinrich III. und Papst Leo IX.

## Lebenslauf
Aufgewachsen wohl zeitweise in Deutschland, erhielt er 1097 gemeinsam mit seinen Brüdern Oleg und David das Fürstentum Murom. 
1123 ging er nach Tschernigow, 1127 wieder nach Murom.